# Paracyathus parvulus
Paracyathus parvulus är en korallart som beskrevs av Gardiner 1899. Paracyathus parvulus ingår i släktet Paracyathus och familjen Caryophylliidae. Inga underarter finns listade i Catalogue of Life.